# Стойкенешть (комуна)
Стойкенешть, Стойкенешті (рум. Stoicănești) — комуна у повіті Олт в Румунії. До складу комуни входить єдине село Стойкенешть.
Комуна розташована на відстані 118 км на захід від Бухареста, 35 км на південний схід від Слатіни, 68 км на схід від Крайови.

## Населення
За даними перепису населення 2002 року у комуні проживали 3030 осіб. Усі жителі комуни рідною мовою назвали румунську.
Національний склад населення комуни:
| Національність | Кількість осіб | Відсоток |
| -------------- | -------------- | -------- |
| румуни         | 3011           | 99,4%    |
| цигани         | 19             | 0,6%     |

Склад населення комуни за віросповіданням:
| Релігія     | Кількість осіб | Відсоток |
| ----------- | -------------- | -------- |
| православні | 3025           | 99,8%    |
| адвентисти  | 4              | 0,1%     |
| баптисти    | 1              | < 0,1%   |